# NTTインターコミュニケーション・センター
NTTインターコミュニケーション・センター（ICC）は、日本電信電話株式会社（現・NTT株式会社）が設立した美術館・博物館。現在はNTT東日本株式会社が管理する。メディアアートの展示を中心とした文化施設で、メディアアート作品や関連する図書・映像資料を多く所蔵するほか、メディアの発達史を一堂に展示したショーケース、ウェブ上や機関紙による研究発表もおこなっている。

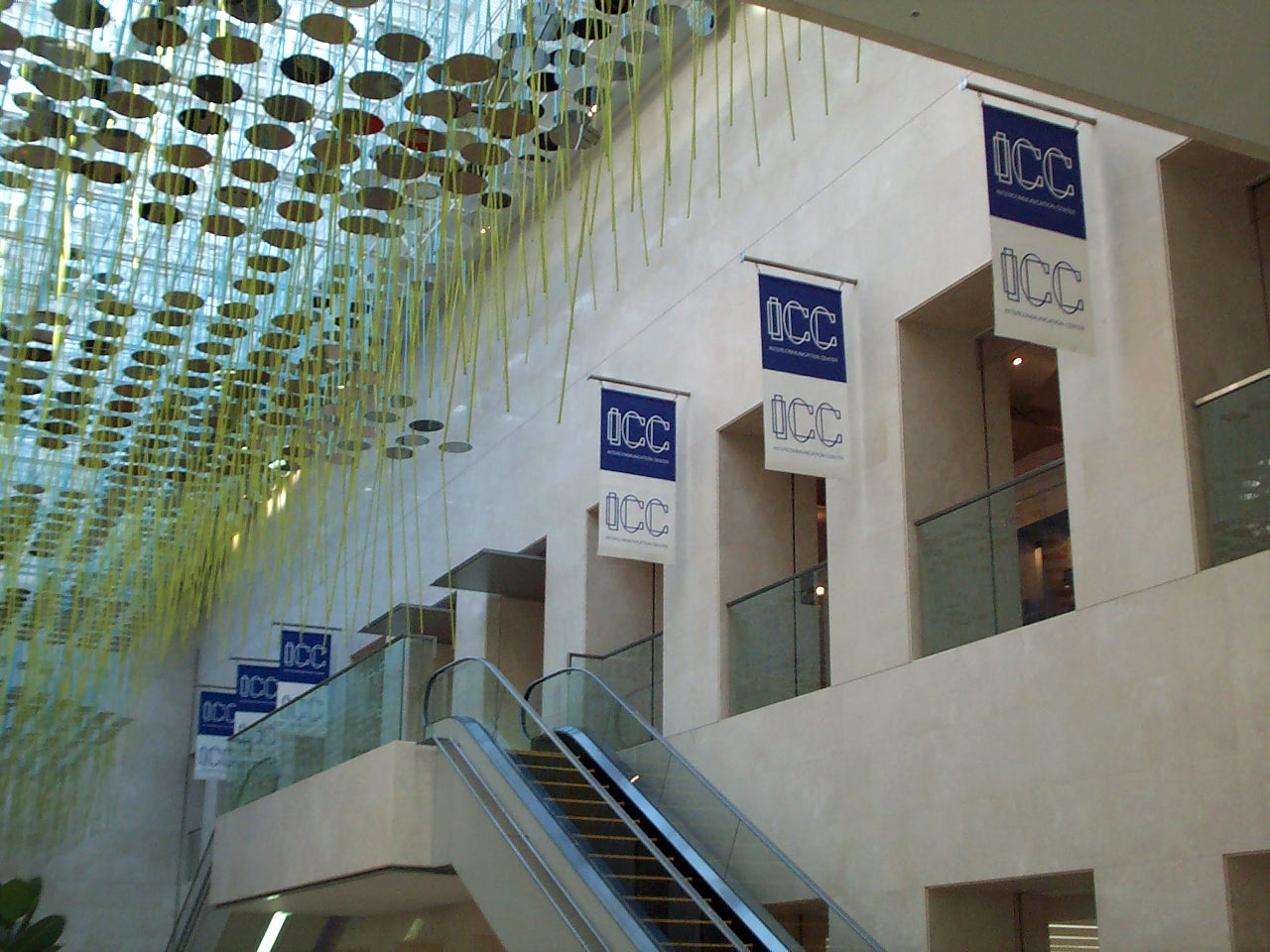
NTT ICCエントランス

## 概要
NTTによって日本の電話事業100周年を記念し構想され、1989年に情報技術を用いた21世紀型のアートを扱う基本計画が制定された。浅田彰、伊藤俊治、彦坂裕をコミッティに迎え、プロジェクトルームを立ち上げ都内のビルを移動しながら、メディア・テクノロジーを使った美術作品・ハイテクノロジーをテーマにした美術作品を集めて展覧会活動を行ってきた。また1992年からは機関誌・季刊『InterCommunication』を発行してきた。
1997年には東京オペラシティに現在の施設が開館した。当時は常設作品展示室、企画展展示室の他、シアターやメディア・ライブラリ、カフェなどが併設されていた。世界のメディアアートの発信拠点のひとつと目され、「ICCビエンナーレ」をはじめダムタイプ、荒川修作とマドリン・ギンズ、明和電機、坂本龍一等の展覧会を開催するなどユニークな活動を行っている。

## 所在地
- 東京都新宿区西新宿三丁目20番2号　東京オペラシティタワー　4階・5階

## 休館日
- 毎週月曜日（月曜日が祝日の場合は翌日）
- 年末年始

## 主な関係者

### 学芸員
- 住友文彦 -（2004年 - 2006年)
- 伊村靖子 -（2006年 - 2009年)
- 畠中実 -（2006年 - )
- 後々田寿徳
- 小松崎拓男
- 四方幸子 - （2004-2010）
- 野路千晶